# Font de Coll de la Torre

La Font de Coll de la Torre, respecte del terme d'Abella de la Conca

La font de Coll de la Torre és una font del terme municipal d'Abella de la Conca, a la comarca del Pallars Jussà.
Està situada al sud de la zona del Gassó. És a 712,6 m d'altitud, a ponent de la vila d'Abella de la Conca, al vessant septentrional del Tossal del Gassó, al costat nord de Cal Cap-roc, a la dreta del riu d'Abella i a l'esquerra del barranc de l'Esmolet.

## Etimologia
Es tracta d'un topònim romànic descriptiu, de formació moderna: la font pren el nom del relativament proper Coll de la Torre.